# Lac Hamun
Le Lac Hāmūn (persan : دریاچه هامون Daryācheh-ye Hāmūn) ou Oasis Hamoun (persan : دریاچه هامون) est un terme appliqué aux zones humides dans le bassin endoréique du Sīstān, à la frontière irano-afghane, dans la région du Sistân.
En Iran, on l'appelle aussi Hāmūn-e Helmand, Hāmūn-e Hīrmand, ou Daryācheh-ye Sīstān (Lac Sīstān).
Hāmūn est un terme générique qui désigne les lacs peu profonds (ou lagons), généralement saisonniers, qui se produisent dans les déserts du sud-est de l'Iran et dans les zones adjacentes de l'Afghanistan et du Pakistan, résultant de la fonte des neiges dans les montagnes voisines au printemps. Le terme lac Hāmūn (ou lac Hāmūn) s’applique également à Hāmūn-e Helmand (entièrement en Iran), ainsi que les lacs peu profonds Hāmūn-e Sabari et Hāmūn-e Puzak, qui s’étendent sur le territoire de l’Afghanistan actuel, ce dernier étant presque entièrement situé en Afghanistan. Le Hamun est alimenté par de nombreux affluents d’eau saisonniers ; Le principal affluent est la rivière pérenne Helmand, qui prend sa source dans les montagnes de l'Afghanistan, l'Hindou Kouch. À l’époque moderne, et avant l’existence des barrages destinés à l’irrigation agricole, les crues printanières créaient des lacs beaucoup plus vastes.

## Géographie
Le Lac Hāmūn est situé en Afghanistan, et se forme dans les marais du Sistân à l’ouest du désert de Dasht-e Mārgow, où la rivière Helmand forme un delta dendritique. L'eau coule de manière circulaire à travers une série de lacs, qui partent de Hāmūn-e Puzak au nord-est pour atteindre Hāmūn-e Sabari et finalement déborde à Hamun-e Helmand au sud-ouest.
Auparavant, il couvrait une superficie d’environ 4 000 km2 avec des lits de roseaux denses et un fourré de tamarix frangeant au bord des lacs supérieurs. Zone propices pour la faune et notamment la faune aviaire.
Un affleurement de basalte en forme de trapèze, connu sous le nom de Mont Khâdjeh, se dresse comme une île au milieu de ce qui était le lac Hāmūn et la limite nord-est de Hāmūn-e Helmand. Son sommet plat culmine à 609 mètres d'altitude et il mesure et a 2 à 2,5 km de diamètre. Il s'agit du seul soulèvement naturel subsistant dans les flatlands du Sīstān.
Le lac Hamun est parfois classé dans la catégorie des trois lacs peu profonds frères : Hamun-e Helmand, Hāmūn-e Sabari et Hāmūn-e Puzak, ce dernier s'étendant dans le district de Lash wa Juvayn de la province de Farah en Afghanistan.
Le lac Hāmūn est alimenté principalement par les bassins hydrographiques situés du côté afghan, y compris la rivière Harut. C'est dans la région de Sistân et dans le district de Lash wa Juvayn de la province de Farah en Afghanistan. La rivière Harut se jette dans le lac, du côté afghan de la frontière. En 1976, lorsque les rivières afghanes coulaient régulièrement, la quantité d'eau du lac était relativement élevée. Cependant, entre 1999 et 2001, le lac s’est presque asséché et a disparu, comme le montre l’image satellite de 2001.
Lorsque des sécheresses se produisent en Afghanistan, ou que l’eau des bassins versants qui alimente le lac Hāmūn est entraînée par d’autres causes naturelles ou induites par l’homme, il en résulte un lit de lac asséché en Iran. En outre, lorsque le lac est sec, des vents saisonniers balayent le sable du lit exposé. Le sable tourbillonne dans d'immenses dunes pouvant couvrir une centaine de villages de pêcheurs le long de l'ancienne rive du lac. La faune autour du lac est affectée et la pêche est arrêtée. Les changements dans les politiques de l'eau et les pluies abondantes dans la région entretenaient l'espoir de faire revenir une grande partie de l'eau du lac Hamoun d'ici 2003.
En 1975, le Hāmūn, avec Hāmūn-e Sabari, a été désigné site Ramsar.

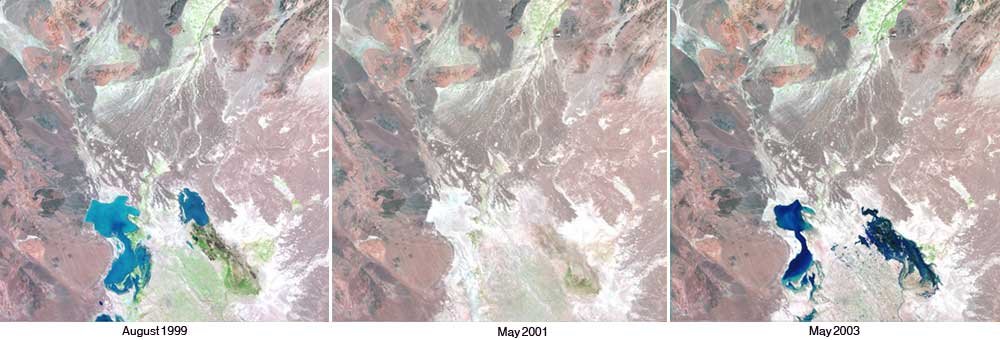
Série chronologique de photographies Landsat montrant le niveau d'eau dans le lac Hāmūn, dans l'est de l'Iran et dans le sud-ouest de l'Afghanistan.

## Histoire

### Sites archéologiques
La région possède d'importants vestiges archéologiques. Les ruines d'une ancienne ville achéménide Dahan-e Gholaman (« Porte des esclaves ») se trouvent près du lac Hāmūn.

### Irrigation
Au cours des cinq derniers millénaires, la plupart des habitants de l’oasis de Hamoun ont vécu en harmonie avec les zones humides et leur faune. Une culture spécifique s'est formée autour du Hamoun avec un mode de vie adapté aux zones humides du désert. Ils construisirent de longs bateaux en roseau pour naviguer dans les eaux peu profondes et érigèrent des maisons trapues en argile rouge pour résister à la chaleur du désert. Leur subsistance reposait presque entièrement sur la chasse, la pêche et l'agriculture.
Jusqu'à la fin du XXe siècle, l'irrigation s'est accrue et s'est ensuite estompée dans le bassin du Sīstān, pendant plus de 4 000 ans sans détruire les zones humides, mais la population a rapidement augmenté et de nouvelles technologies de gestion de l'eau plus efficaces ont été introduites dans la région. Bientôt des systèmes d'irrigation ont commencé à s'introduire dans tout le bassin. Plus à l'ouest, les gouvernements afghans en rotation ont construit de grands barrages (barrages d'Arghandab et de Kajaki) qui ont détourné les eaux du cours supérieur de la rivière.

### Dévastation causée par des sécheresses extrêmes en 1999-2001

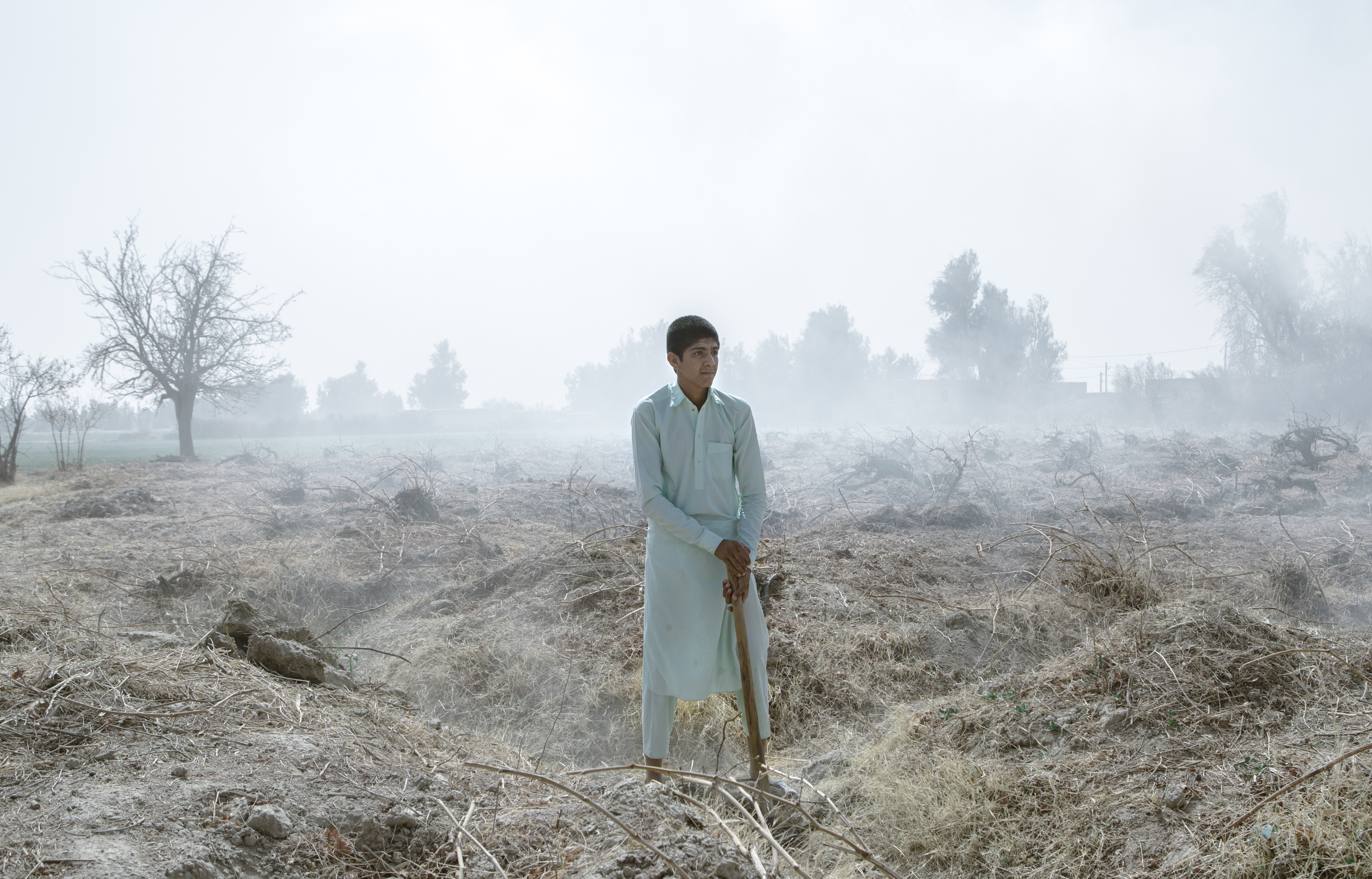
L'agriculture et les communautés situées autour des zones humides de Hamun dépendent du Helmand (rivière), mais malgré des investissements massifs dans les infrastructures, l'eau se raréfie des deux côtés de la frontière entre l'Afghanistan et l'Iran. Le Madjles (Iran) affirme que 25 à 30 % de la population de la région a émigré vers les banlieues d'autres villes au cours des deux dernières décennies en raison des pénuries d'eau. Février 2018.

La variabilité des précipitations dans l'Hindou Kouch se traduit par des périodes alternées d'inondations dans le Helmand et de sécheresses, qui peuvent provoquer l'assèchement de lagunes entières. Cela s'est produit à plusieurs reprises au 20e siècle, alors que seul le plus haut des lacs demeurait inondé. Les images satellites Landsat montrent à quel point la diminution spectaculaire des précipitations a entraîné une réduction de la superficie enneigée dans le bassin de Helmand, qui est passée de 41 000 km2 en 1998 à 26 000 km2 en 2000. En 2001, l’Iran et l’Afghanistan ont connu, pour la troisième année consécutive, une sécheresse extrême si intense que le Hamoun s’est complètement asséché.
La population de Sīstān, gonflée par le flot de réfugiés d'Afghanistan déchirée par la guerre, a été sévèrement touchée par les pénuries d'eau. Les canaux d'irrigation se sont asséchés et l'agriculture s'est arrêtée, ce qui a entraîné l'abandon de nombreux villages, quand les gens ont migré à la recherche d'eau.
La combinaison de la sécheresse et de l'irrigation massive s'est avérée être un choc pour les zones humides. Dans les cinq années (1998-2002), les zones humides fertiles se sont rapidement détériorées. On peut raisonnablement supposer que la transformation de Hamoun en pays aride, à l'instar de leurs régions avoisinantes, a été causée principalement par l'expansion de l'agriculture irriguée depuis les années 1970 (des zones rouges éclatantes sur des images satellites, principalement du blé et de l'orge), associées à l'une des pires sécheresses jamais vue en Asie centrale en 1999-2001.
Les zones humides ont été remplacées principalement par des lacs asséchés sans vie et des roselières en décomposition. La faune, les villes, les pêcheries et l'agriculture qui entouraient jadis les Hamoun se sont effondrés, donnant lieu à un terrain désolé.
Les vents autrefois refroidis par les eaux des zones humides entraînent désormais la poussière, le sable et le sel des lits asséchés dans les villages environnants. Ces sables ont submergé près de 100 villages sous des dunes, dans un paysage rappelant celui de la catastrophe de la mer d'Aral. La plupart des cultures ont été réduites en poussière, les troupeaux de bétail ont été décimés et une pêche florissante, avec une capture annuelle d'environ 12 000 tonnes, a été anéantie. Beaucoup de ceux qui vivaient autour du Hamoun depuis des générations ont déménagé, tous ont tout perdu.
La population d'oiseaux locale a disparu, les oiseaux migrateurs ne s'arrêtent plus, faute de refuge, et la faune incapable de subvenir à ses besoins en eau dans le désert ou faire le long voyage vers une autre oasis est morte. Le reste des zones humides émet maintenant la lueur dure des lacs asséchés. Les seules masses d'eau stagnante relativement grandes sont le réservoir Chāh-Nīmeh IV, maintenu pour la consommation d'eau potable.

## Galerie

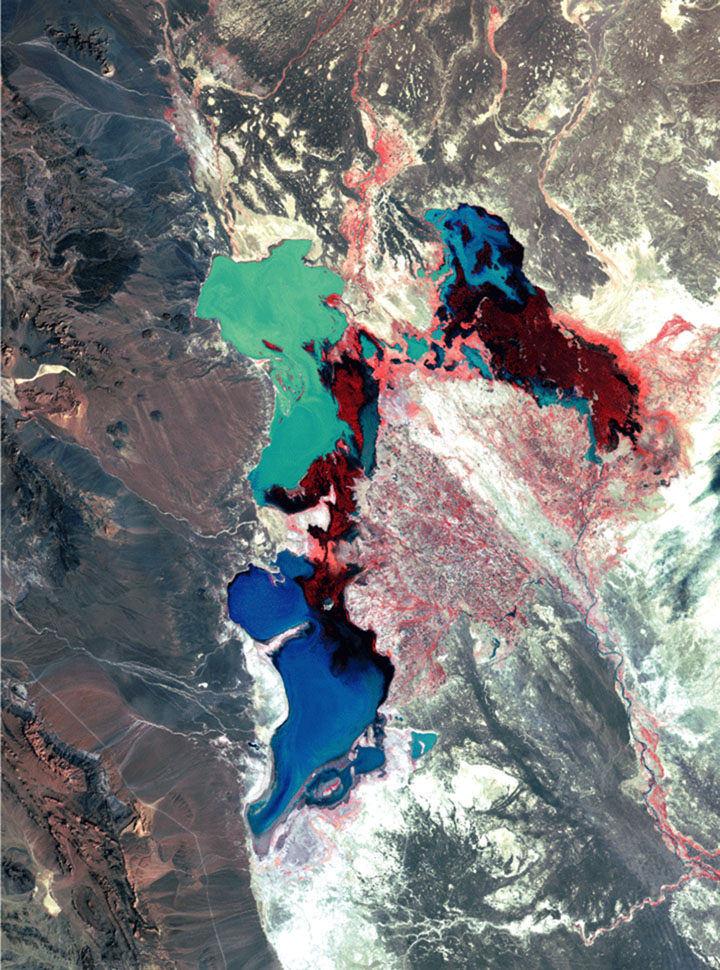
1976 - Oasis Hamoun florissante [Landsat 3] La rivière Helmand crée un delta dendritique et se dissipe en une série d'hamouns ainsi que de nombreuses rivières saisonnières qui convergent vers le bassin endoréhique du Sīstān.
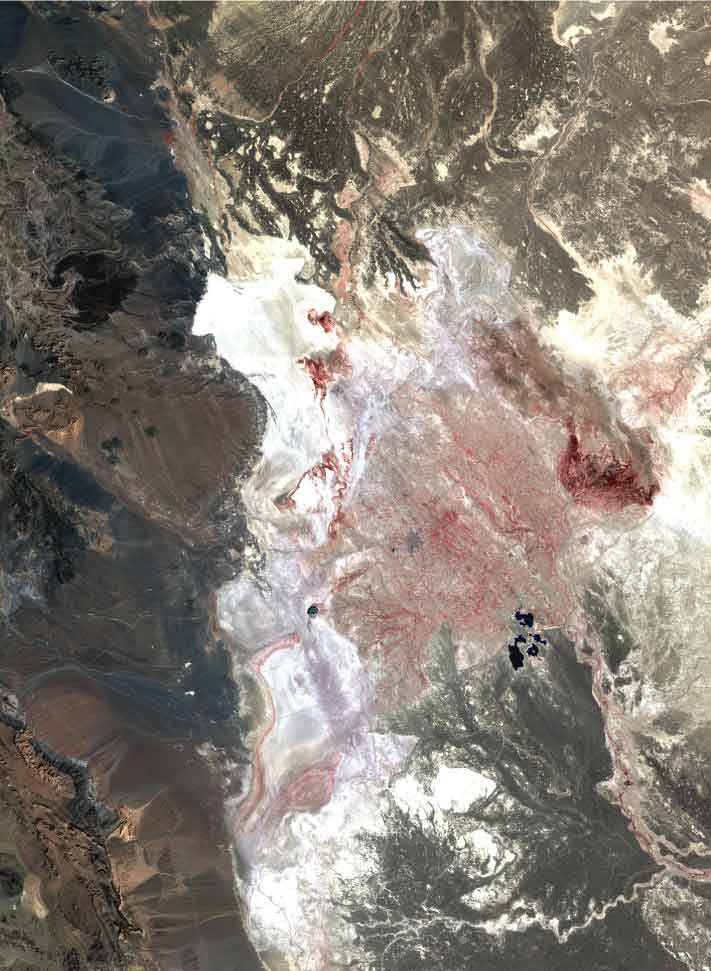
2001 - Oasis Hamoun disparue [Landsat 7]. Disparue pendant la plus grande sécheresse persistante en Asie du Sud et centrale (1999-2001), il en résulta la création de vastes plaines salées (zone blanche).
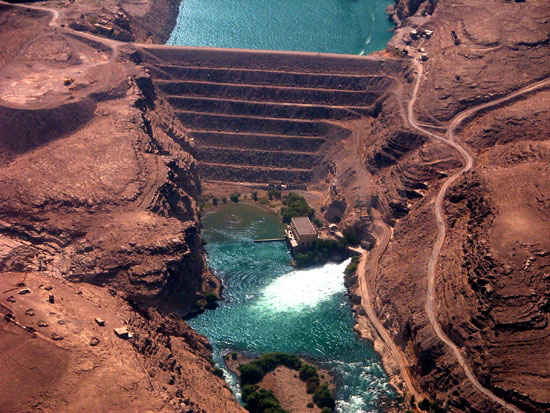
Le barrage de Kajaki fournit un contrôle des inondations, de l'électricité et de l'eau d'irrigation dans la vallée de Helmand. Sans le barrage, la région environnante serait aride et impropre à l'agriculture.